# Psidium itanareense
Psidium itanareense är en myrtenväxtart som beskrevs av Otto Karl Berg. Psidium itanareense ingår i släktet Psidium och familjen myrtenväxter. Inga underarter finns listade i Catalogue of Life.